# Éxodo (película)
Éxodo (Exodus) es una película estadounidense de 1960 basada en la novela homónima de 1958, escrita por Leon Uris, que trata de la fundación del Estado de Israel en 1948. 
La película fue producida y dirigida por Otto Preminger, con la actuación de Paul Newman, Eva Marie Saint, Ralph Richardson, Peter Lawford, Lee J. Cobb, Sal Mineo, John Derek, Hugh Griffith, Gregory Ratoff, Felix Aylmer, David Opatoshu, Jill Haworth y Marius Goring.

## Sinopsis
El comandante de la resistencia israelí Ari Ben Canaan (Paul Newman) consigue sacar a 300 refugiados judíos de los campos de refugiados en Chipre e introducirlos en un barco mercante con destino a Palestina saltándose el bloqueo legal impuesto por las autoridades británicas, que descubren su plan y le instan a que lo abandone. Sin dejarse intimidar, Ari y sus compatriotas se niegan a entregarse, arriesgando sus vidas por su causa: la creación del Estado de Israel.

## Argumento
Después de la Segunda Guerra Mundial, Katherine "Kitty" Fremont, una enfermera estadounidense viuda, está de turismo en Chipre después de un período de servicio para el Servicio de Salud Pública de los Estados Unidos en Grecia. Su guía menciona el campo de internamiento de Karaolos en Chipre, donde miles de judíos, muchos de ellos sobrevivientes del Holocausto, están detenidos por los británicos, quienes les niegan el paso a Palestina. Kitty visita al general británico Sutherland, que conoció a su difunto esposo. Cuando Sutherland le sugiere que se ofrezca como voluntaria en el campo de internamiento durante unos días, Kitty se niega, alegando que se sentiría incómoda cerca de los judíos. Lo reconsidera poco después de que uno de los oficiales del estado mayor del general, el mayor Freddy Caldwell, haga un comentario antisemita.
El rebelde de la Haganá Ari Ben Canaan, un excapitán condecorado de la Brigada Judía del Ejército Británico en la Segunda Guerra Mundial, obtiene un barco de carga. Contrabandea a 611 judíos fuera del campo y los embarca para un viaje ilegal al Mandato Británico de Palestina. Las autoridades militares descubren el plan y bloquean el puerto de Famagusta, impidiendo la salida del barco. Los refugiados se declaran en huelga de hambre, durante la cual muere el médico del campamento y Ari amenaza con hacer estallar el barco y a los refugiados. Los británicos ceden y permiten que el barco, rebautizado como Éxodo, navegue.
Mientras ayuda en el campamento, Kitty conoce a Karen Hansen Clement, una adolescente judía danesa. Kitty se encariña con Karen y se ofrece a llevarla de vuelta a Estados Unidos con ella. Karen, cuya madre y hermanos fueron asesinados en el Holocausto, está buscando a su padre desaparecido. También se ha alineado con la causa sionista y, queriendo ir a Palestina, finalmente rechaza la oferta de Kitty.
Mientras tanto, la oposición a la partición de Palestina en estados árabes y judíos separados se está intensificando. El joven pretendiente de Karen, Dov Landau, es reclutado por el Irgún, un grupo militante radical prosionista. El tío de Ari Ben Canaan, Akiva, que dirige el Irgun, entrevista primero a Dov. Antes de jurarle como nuevo miembro, Akiva obliga a Dov a confesar que fue un Sonderkommando en Auschwitz y que fue sodomizado por los guardias del campo nazi; allí es donde Dov adquirió su experiencia en bombas. Las actividades violentas de Akiva van en contra de las de su hermano Barak, el padre de Ari, que dirige la Agencia Judía y que trabaja para crear un estado judío a través de medios políticos y diplomáticos. Barak teme que el Irgun descarrile estos esfuerzos, especialmente porque los británicos han puesto precio a la cabeza de Akiva.
Karen se va a vivir a Gan Dafna, un kibutz judío ficticio cerca del monte Tabor, cerca del moshav donde se crio Ari. Kitty y Ari se han enamorado, pero Kitty se retracta, sintiéndose como una extraña después de conocer a la familia de Ari y enterarse de su amor anterior, Dafna, fue una joven secuestrada, torturada y asesinada por los árabes y es quien ha dado nombre al kibutz Gan Dafna.
Ari ayuda a localizar al padre de Karen, el Dr. Clement, quien está internado permanentemente en un hospital psiquiátrico de Jerusalén. Se encuentra en un estado psicológico disociativo que roza el estado vegetativo, causado por los horrores que sufrió en el pasado mientras estuvo en un campo de concentración nazi. Cuando Karen lo visita, queda devastada porque su padre no la reconoce.
Akiva es arrestado, encarcelado en la fortaleza de Acre y sentenciado a la horca después de que el Irgun bombardee del Hotel Rey David. Las autoridades británicas no hacen caso de una advertencia sobre el bombardeo planeado, lo que resulta en docenas de muertes. Ari planea una fuga para salvar la vida de Akiva y liberar a los combatientes de Haganah y del Irgun encarcelados por el ejército británico. Dov, que eludió la captura después del bombardeo del hotel, se entrega para utilizar su experiencia en la fabricación de bombas para facilitar la fuga de la prisión de Acre. 
Cientos de prisioneros escapan, incluido Akiva, aunque resulta herido de muerte cuando él y Ari evaden un control de carretera. Ari también resulta herido, pero consigue llegar a Gan Dafna, donde el doctor Lieberman le extrae una bala. Los británicos siguen la pista de Ari y lo llevan a Abu Yesha, un pueblo árabe cerca de Gan Dafna, donde su amigo árabe de toda la vida, Taha, es el mukhtar. Cuando Ari, que se está recuperando, desarrolla una infección que pone en peligro su vida, la enfermera Kitty le salva la vida. Esto reaviva su romance. Mientras tanto, los británicos arrestan al doctor Lieberman cuando encuentran un escondite de armas ilegales en el pueblo de los niños.
Las Naciones Unidas votan a favor de dividir la tierra en un "Estado judío" y un "Estado árabe", pero los ciudadanos árabes comandados por Mohammad Amin al-Husayni, el Gran Mufti de Jerusalén, planean atacar Gan Dafna y masacrar a los judíos, incluidos los niños. Taha advierte a Ari del inminente ataque, aunque él dice a regañadientes que debe unirse al Gran Mufti en la lucha contra el establecimiento de Israel. Ben Canaan ordena que los niños más pequeños sean evacuados a un lugar seguro durante la noche mientras un pequeño destacamento de tropas del Palmach llega para reforzar las defensas de Gan Dafna.
Karen, extasiada ante la perspectiva de la nueva nación, va a buscar a Dov (que está de patrulla nocturna en el perímetro de Gan Dafna) y le proclama su amor. Dov dice que se casarán cuando termine la guerra. Cuando Karen regresa a Gan Dafna, es emboscada y asesinada por los árabes. Dov descubre su cuerpo sin vida a la mañana siguiente. Ese mismo día, el cuerpo de Taha aparece colgado en su aldea, asesinado por el Gran Mufti. Tiene una estrella de David tallada en el cuerpo y una esvástica y carteles que dicen "Judas" en las paredes de la aldea.
Karen y Taha son enterrados juntos en una tumba. Ari los elogia, diciendo que algún día los judíos y los árabes compartirán la tierra en paz. Mientras otros, a su vez, agregan una palada de tierra a la tumba, Dov, enojado y desconsolado, rechaza la pala y sigue adelante. Ari, Kitty, Dov, y un contingente del Palmach suben a camiones y se dirigen a la batalla.

## Reparto
- Paul Newman: Ari Ben Canaan
- Eva Marie Saint: Kitty Fremont.
- Ralph Richardson: General Sutherland.
- Peter Lawford: Mayor Caldwell.
- Lee J. Cobb: Barak Ben Canaan.
- Sal Mineo: Dov Landau.
- John Derek: Taha.
- Hugh Griffith: Mandria.
- Gregory Ratoff: Lakavitch.
- Felix Aylmer: Dr. Lieberman.
- David Opatoshu: Akiva Ben-Canaan.
- Jill Haworth: Karen Hansen Clement.
- Marius Goring: Von Storch.
- Alexandra Stewart: Jordana Ben Canaan.
- Michael Wager: David.
- Martin Benson: Mordekai.
- Paul Stevens: Reuben.
- Victor Maddern: Sargento británico.
- George Maharis: Yoav.

## Fidelidad histórica
El libro de León Uris, en el que se basa la película de Otto Preminger, está inspirado libremente en los orígenes históricos del conflicto árabe-israelí. En ambos casos, los autores han alterado los hechos tanto en favor de la narración como de sus posiciones políticas.
La película muestra el navío "Estrella de David" interceptado en las proximidades de Palestina cuyos pasajeros, judíos, son enviados a un campo de refugiados en Chipre. El capitán de la Haganah Ari Ben Canaán (interpretado por Paul Newman) consigue fletar otro barco, el "Éxodo" del título, para rescatar a esos inmigrantes y llevarlos a Palestina, donde llegan la víspera de la implementación del Plan de Partición.
En la realidad el navío "Éxodo" fue interceptado en 1947 cerca de Haifa por las autoridades británicas y sus pasajeros remitidos a Port-de-Bouc (Francia), desde donde regresaron a los campos de deportados de Alemania. Hasta 1948, tras la creación del Estado de Israel, no pudieron llegar a Palestina algunos de estos refugiados.
El atentado del hotel Rey David tuvo lugar antes de estos sucesos, en julio de 1946 y no en 1947 como muestra la película. De hecho, este fue la causa de que la Haganah se retirase, en protesta, del "Movimiento de la Rebelión Hebrea" que compartía con el Irgún y el Leji. Asimismo, el ataque a la prisión de Acre, en mayo de 1947 y antes del asunto del "Éxodo", fue una operación exclusiva del Irgún.
En la película, el intento de tomar Safed se muestra como un ataque árabe a la ciudad, pero esta había sido ya tomada por las fuerzas judías en mayo de 1947 y la población árabe local, expulsada.
Según el historiador Larry Portis, la principal crítica histórica que puede hacerse al film es presentar sólo uno de los lados del conflicto; los soldados de la Haganah aparecen como unos pocos hombres valientes y mal armados defendiendo un kibutz frente a los árabes fanáticos y encuadrados por exsoldados nazis.

## Premios
- Premio Oscar 1961: a la mejor música para película (Ernest Gold).
- Premio Globo de Oro 1961: al mejor actor secundario (Sal Mineo).
- Premio Grammy 1961: a la mejor música para película (Ernest Gold).
- Premio Laurel de Oro 1961: a la actuación masculina secundaria más destacada (Sal Mineo).

## El doblaje de la época en España
En la versión española de la película, se puede apreciar la censura al traducirla del original inglés, con cambio total en algunas escenas. La más notoria es cuando Dov Landau es interrogado por el Irgún. Con esta censura, el régimen franquista intentaba ocultar los crímenes nazis contra los judíos.[cita requerida]